# سیارک ۱۸۱۲۴
سیارک ۱۸۱۲۴ (به انگلیسی: 18124 Leeperry، نامگذاری:2000NE28) هجده هزار و صد و بیست و چهارمین سیارک کشف شده‌است که در ۳ ژوئیه ۲۰۰۰ کشف شد.
قدر مطلق سیارک برابر ۱۳.۵ است.